# 背點原黑麗魚
背點原黑麗魚，為輻鰭魚綱鱸形目隆頭魚亞目慈鯛科的其中一種，分布於非洲馬拉威湖流域，體長可達16.7公分，棲息在岩石底質水域，生活習性不明，以昆蟲等為食，可做為觀賞魚。

## 擴展閱讀
維基物種上的相關：背點原黑麗魚